# Szabolcs-szatmár-beregi Járműtörténeti Egyesület
A Szabolcs-szatmár-beregi Járműtörténeti Egyesület 2003-ban alakult. A Szabolcs-Szatmár-Bereg vármegyében élő szenvedélyes gyűjtők, a járművek múltjával, jelenével foglalkozó elkötelezett tagokból áll.
Az egyesület célja a muzeális jellegű járművek gyűjtése, üzemeltetése, versenyeztetése és kiállítása, s az, hogy az utókor számára megőrizze a múltat, s felkeltse a fiatalabb nemzedékek érdeklődését a régi járművek iránt, azok megismerése, szabadidejük hasznos eltöltése.
Minden rendelkező eszközzel segíteni a kulturált közlekedésre nevelést, javítani a közlekedési morált.
A Járműtörténeti Egyesület tagja a Magyar Veteránautós és Motoros Szövetség-nek (MAVAMSZ) és a Régi Járművek Nemzetközi Szövetségé-nek (FIVA) is.
Az Egyesületen belül külön motorkerékpár- és személygépkocsi-szakosztály is működik.

## Külső hivatkozások
1. ↑  Saját honlapjukon ebben a formában szerepel: Szabolcs Szatmár Beregi Járműtörténeti Egyesület.

- Az egyesület honlapja